# Femoroacetabulair impingement
Femoroacetabulair impingement (FAI) of heupimpingementsyndroom is een relatief nieuwe diagnose binnen de orthopedie die betrekking heeft op het heup gewricht van veelal jonge mensen. Impingement houdt in dat de bolvormige femorale kop voor wrijving in het gewricht zorgt, dan wel niet de volledige bewegingsvrijheid in het acetabulum heeft. Schade in het heupgewricht kan ontstaan bij het articulerende kraakbeen of bij het labrum. De behandelopties lopen uiteen van conservatief tot artroscopie en open chirurgie.

## Overzicht
De aandoening wordt gekarakteriseerd door abnormaal contact tussen het proximale femur en de rand van het acetabulum (de heupkom). Aangenomen wordt dat een combinatie van verschillende factoren kan leiden tot een zekere vorm van FAI, met name een beperkte heupvorming abnormaliteit in combinatie met factoren zoals het deelnemen aan activiteiten waarbij veelvuldig een grote bewegingsvrijheid wordt gevraagd.
In de literatuur worden drie typen FAI onderscheiden. Bij het eerste type is er extra botvorming aan de boven- of voorzijde van de heupkop: dit wordt de Cam-deformiteit genoemd. Bij het tweede type is er te veel bot aan de acetabulaire zijde. Dit wordt de Pincer-deformiteit genoemd. Het derde type is een mix van eerde genoemde vormen. Het resultaat van alle drie typen is dat er extra wrijving is in het gewricht, met als gevolg pijn en een vermindering van heupfunctie.
Veel activiteiten waarbij herhaaldelijk extreme heupbewegingen gemaakt worden zorgen voor een toename is de frequentie waarmee deze extra wrijving ontstaat. Dit gebeurt bijvoorbeeld bij sporten zoals voetbal, schaatsen en hockey. FAI-gerelateerde pijn kan echter ook voorkomen bij normale bewegingen die niet noodwendig in verband gebracht worden met fysieke activiteiten (zoals bijvoorbeeld gaan zitten of opstaan).
Er zijn aanwijzingen dat FAI tot artrose leidt, al wordt er nog veel over deze hypothese gediscussieerd, waarbij met name het oorzaak-gevolgaspect ter discussie staat. Omdat FAI pas sinds ongeveer 2002 als diagnose wordt gesteld, is er nog weinig bekend over de vraag of het behandelen van FAI voorkomt dat patiënten artrose ontwikkelen (waarbij een heupvervanging vaak wordt toegepast, een zeer invasieve operatie). Veel patiënten lijken wel baat te hebben bij een behandeling voor FAI.

## Diagnose
FAI-gerelateerde pijn wordt gevoeld in de lies, de lage rug en in de buurt van de heup. De FAI-diagnose wordt meestal gesteld door een lichamelijk onderzoek waarbij de bewegingsvrijheid van het been getest wordt. Een beperkte flexibiliteit is aanleiding voor verder onderzoek met röntgenfoto's waarbij een 2-Dimensionaal beeld van het gewricht wordt gemaakt. Vervolgonderzoek kan bestaan uit een CT of MRI scan om een 3-Dimensionaal beeld van de heup te verkrijgen. Aandachtspunten zijn schade aan het kraakbeen, tekenen van artrose en de vorm van het gewricht (bijvoorbeeld met de alfahoek zoals beschreven door Nötzli in 2-D en door Siebenrock in 3-D). Daarnaast is het sinds kort ook mogelijk om een 3-Dimensionale bewegingssimulatie uit te voeren op basis van CT of MRI. Met deze bewegingssimulaties is vast te stellen of, waar, en in welke mate er heupimpingement in het gewricht optreedt.

## Behandeling
De behandeling van FAI loopt uiteen. Bij een conservatieve behandeling kan worden geprobeerd om de hoeveelheid fysieke activiteit en daarmee de symptomen te verminderen. Bij verergerende symptomen is het mogelijk om een gewrichtssparende operatie uit te voeren. Dit houdt in dat het gewricht niet vervangen wordt door een prothese, zoals wel vaak het geval is bij patiënten met artrose en reuma. De operatie kan zowel open als artroscopisch uitgevoerd worden. Vaak wordt het extra bot verwijderd en de vorm van het bot hersteld. Als er schade is aan het labrum dan kan ook dit soms hersteld worden. Als er bot aan de acetabulaire zijde wordt weggehaald, dan moet het labrum vaak weer vastgehecht worden op het acetabulum. Het is nog onduidelijk of deze operatie behalve pijnklachten op korte tot middellange termijn ook een effect heeft op de verdere ontwikkeling van artrose.